# ماریوس بر
ماریوس بر (به انگلیسی: Marius Bear) (زاده ۲۱ آوریل ۱۹۹۳) خواننده و ترانه‌سرا سوئیسی است.
او نماینده سوئیس در یوروویژن ۲۰۲۲ بود.